# Cymothoa vicina
Cymothoa vicina är en kräftdjursart som beskrevs av Hale 1926. Cymothoa vicina ingår i släktet Cymothoa och familjen Cymothoidae. Inga underarter finns listade i Catalogue of Life.